# En korvet på stabelen. Nyholm med spanteloftbygningen i baggrunden
En korvet på stabelen. Nyholm med spanteloftbygningen i baggrunden er et maleri af C.W. Eckersberg fra 1828. Det måler 27,5 x 36,9 cm.

## Motiv
Maleriet viser en korvet under bygning på Nyholm set skråt forfra. Skibet står på en slidske, der vil føre det færdige skib ud i havnebassinet i maleriets forgrund. I baggrunden ses to bygninger, hvoraf den ene er spanteloftsbygningen.
Maleriet er ufuldendt. Mange detaljer er ikke færdigmalede, men kun antydede, og der er hvide (umalede) områder.

## Historie
Forud for maleriet lavede Eckersberg en skitse, dateret 1828. Skitsen indeholder flere detaljer til det færdige maleri som personer, der ikke findes på maleriet. Skitsen er udført med pen, sort blæk, brun lavering over blyant. Mål 342x384 mm. Skitsen kendes fra auktionen over C.W. Eckersberg 17. januar 1854 kat.nr. 26.
Det har ikke været muligt at datere tegningen i Eckersbergs dagbog.
Den ufuldendte olieskitse blev 1851 brugt som udgangspunkt for et nyt maleri, som imidlertid ligeledes forblev ufuldendt.